# Peter Van Olmen
Peter Van Olmen (Kortrijk 1963) is een Vlaamse auteur.

## Biografie
Peter Van Olmen werd geboren in Kortrijk maar groeide op in Deurle, in de omgeving van Gent. Tijdens zijn jeugd bracht hij zeven jaar in een commune in Brussel door. Daar ontmoette hij allerlei mensen met verschillende achtergronden en eigen levensverhalen. In Brussel schreef hij zijn eerste verhalen, die hij voorlas aan kinderen.
Later vertrok hij naar Antwerpen, waar hij Toegepaste Economische Wetenschappen studeerde.
Na zijn afstuderen werd Van Olmen docent in psychologie en milieuvakken aan de Karel de Grote-Hogeschool te Antwerpen. Ondertussen bleef hij zijn lievelingshobby uitoefenen, namelijk schrijven. Zijn fascinatie voor literatuur heeft hij in de tussentijd altijd gescheiden gehouden van zijn professionele bezigheden.
De kleine Odessa is zijn debuut. Het vervolg De kleine Odessa en Het geheim van Lode A. verscheen in 2013. Het vervolg op  De kleine Odessa - Het geheim van Lode A. verscheen onder de vorm van twee boeken onder de titel De kleine Odessa - De val van Scribopolis - boek 1 en De kleine Odessa - De val van Scribopolis - boek 2 in respectievelijk 2017 en 2018. Van Olmen wil ook graag een roman voor volwassenen schrijven.
Sinds september 2010 werkt hij deeltijds, zodat hij meer tijd heeft om van zijn passie een beroep te maken.
Tegenwoordig woont hij in Antwerpen.

## Nominaties en prijzen
| Jaar      | Boek                                             | Resultaat    | Prijs                                                   | Categorie                                         |
| --------- | ------------------------------------------------ | ------------ | ------------------------------------------------------- | ------------------------------------------------- |
| 2009      | De kleine Odessa                                 | Gewonnen     | Prijs voor Letterkunde van de Provincie West-Vlaanderen | Niet-gepubliceerde werken                         |
| 2010      | De kleine Odessa                                 | Gewonnen     | De Boekenwelp                                           | Eervolle vermelding                               |
| 2010      | De kleine Odessa                                 | Genomineerd  | Gouden Uil Literatuurprijs                              | Beste Jeugd- en Kinderboek van het Afgelopen Jaar |
| 2010      | De kleine Odessa                                 | Genomineerd  | Hotze de Roosprijs                                      | Beste debuterende kinderboekenschrijver           |
| 2010-2011 | De kleine Odessa                                 | Tweede prijs | Kinder- en Jeugdjury Vlaanderen                         | Beste Jeugdboek in de leeftijd 12-14 jaar         |
| 2018      | De kleine Odessa - De val van Scribopolis boek 1 | Shortlist    | Harland Awardboekprijs                                  | Beste boek in het fantastische genre              |

- International Standard Name Identifier: 0000 0000 7717 8799
- Nederlandse Thesaurus van Auteursnamen: 321715241
- Virtual International Authority File: 107198673
- WorldCat: E39PBJyH3WVgFx4hvrqx8QVwG3